# 수유중학교
수유중학교(水踰中學校)는 대한민국 서울특별시 강북구 수유동에 있는 공립 중학교이다.

## 학교 연혁
- 1972년 6월 3일 : 수유중학교 설립인가
- 1972년 9월 1일 : 초대 김기열 교장 부임
- 1973년 3월 3일 : 개교 및 입학식
- 1976년 2월 28일 : 제1회 졸업식
- 2002년 3월 1일 : 남·여 공학으로 전환
- 2020년 3월 1일 : 제17대 윤석구 교장 부임
- 2023년 2월 8일 : 제48회 졸업식(147명 남 83명, 여 64명) 총 졸업생 30,578명
- 2023년 3월 2일 : 제51회 입학식(5학급 122명 남 83명, 여 39명)

## 참고 자료
- 수유중학교 - 한국교육학술정보원 학교알리미